# عملاق جليدي

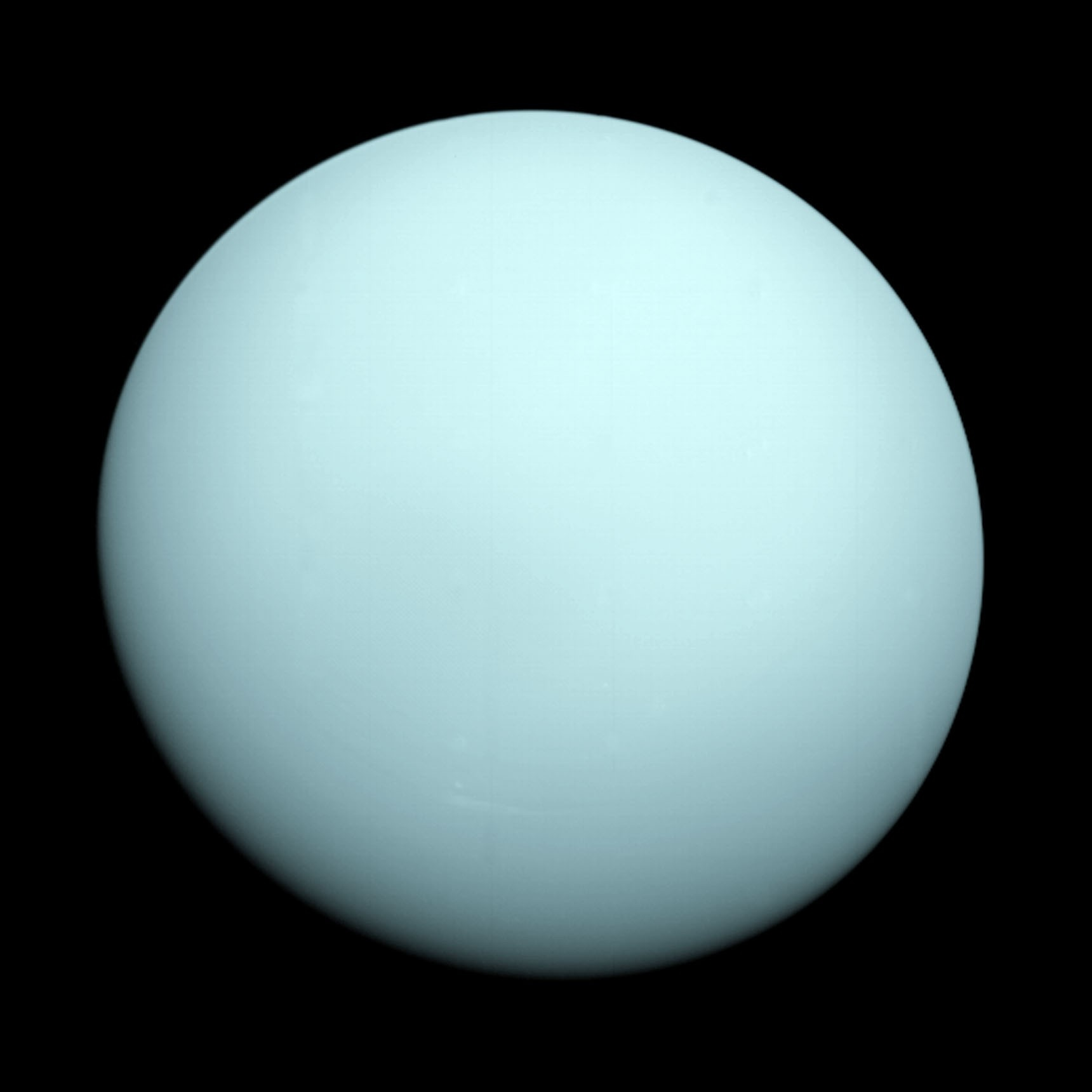
أورانوس

العملاق الجليدي هو كوكب عملاق يتألف بشكل أساسي من عناصر أثقل من الهيدروجين والهيليوم، مثل الأوكسجين، والكربون، والنتروجين، والكبريت. يوجد في المجموعة الشمسية عملاقان جليديان: أورانوس ونبتون.
يشير مصطلح «جليد» في الفيزياء الفلكية وفي العلوم الكوكبية إلى مركبات كيميائية متطايرة درجات تجمدها أعلى من 100 كلفن، مثل الماء، أو الأمونيا، أو الميثان، إذ تبلغ درجات تجمدها على التوالي 273 كلفن، و195 كلفن، و91 كلفن. في تسعينيات القرن العشرين، تبيَّن أن أورانوس ونبتون يمثلان فئة مستقلة من الكواكب العملاقة، بشكل منفصل عن الكواكب العملاقة الأخرى مثل المشتري وزحل، وأصبحا معروفَين باسم العملاقان الجليديان، وهما يتكونان بشكل رئيسي من مواد صلبة تتحد في الكواكب في أثناء تشكلها في الأساس، إمّا أن تكون على شكل جليد مباشرة، أو أن تكون محصورة بالجليد المائي. هناك القليل من الماء المتبقي في يومنا هذا على شكل جليد في أورانوس ونبتون. عوضًا عن ذلك، يوجد الماء بصورة أساسية بشكل مائعٍ فوق حرجٍ عند درجتي حرارة هذين الكوكبين وضغطيهما.
يشكل الهيدروجين والهيليوم 20% فقط من كتلة العمالقة الجليدية، على عكس العملاقين الغازيين في النظام الشمسي، المشتري وزحل، اللذين يكوّن الهيدروجين والهيليوم 90% من كتلتيهما.

## الاصطلاح
صاغ كاتب الخيال العلمي جيمس بليش مصطلح عملاق غازي في عام 1952، إذ استُخدم للإشارة إلى الكواكب غير الأرضية الكبيرة في النظام الشمسي. لكن أصبح من المفهوم في نهايات أربعينيات القرن العشرين أن مكونات أورانوس ونبتون مختلفة اختلافًا كثيرًا عن مكونات المشتري وزحل، إذ يتكونان بشكل أساسي من عناصر أثقل من الهيدروجين والهيليوم، مُشكلَين نوعًا منفصلًا كليًا من الكواكب العملاقة. بدأ استخدام مصطلح عملاق جليدي لأن المواد اتحدت في أثناء تشكل أورانوس ونبتون على شكل ثلوج أو غاز محصور في جليد الماء. في بداية سبعينيات القرن العشرين، أصبح هذا الاصطلاح شائعًا في مجتمع الخيال العلمي، على سبيل المثال، بوفا (1971)، لكن صرّحت ناسا بأن الاستخدام العلمي الأول للمصطلح على الأرجح كان عن طريق جيمس دن وإيريك بورغس عام (1978).

## التشكل
إن نمذجة تشكل العمالقة الغازية والكواكب الأرضية شيء واضح نسبيًا وغير مثير للجدل. من المفهوم على نطاق واسع أن الكواكب الأرضية في النظام الشمسي تشكلت من خلال التراكم التصادمي للكواكب المُصغّرة الموجودة داخل القرص الكوكبي الأولي. بالنسبة للعمالقة الغازية، مثل المشتري وزحل والكواكب النظيرة لها خارج المجموعة الشمسية، فيُعتقد أنها تشكلت بعد اجتماع نوى صلبة بكتلة تبلغ 10 أضعاف كتلة الأرض تقريبًا عن طريق نفس العملية (التراكم التصادمي)، بينما حدث تراكم الأغلفة الغازية من السديم الشمسي المحيط خلال عدة ملايين من السنين، على الرغم من استناد النماذج البديلة لتشكل النواة إلى التراكم الحصوي المُقترح مؤخرًا. ربما تشكلت بعض الكواكب العملاقة خارج المجموعة الشمسية بسبب عدم الاستقرار في القرص الثقالي.
يُعتبر تشكل أورانوس ونبتون عن طريق عملية مشابهة لتراكم النواة أمرًا أكثر جدلية. تجب مقارنة سرعة إفلات الكواكب الأولية الصغيرة التي تبتعد نحو 20 وحدة فلكية عن مركز المجموعة الشمسية بالسرعات النسبية لهذه الكواكب. ستخضع مثل هذه الأجسام في أثناء عبورها مدارَي زحل والمشتري للحركة في مسار زائدي ما يؤدي إلى طردها خارج النظام. تطرد العمالقة الغازية هذه الأجسام من الجوار، والتي من المحتمل أن تتراكم على شكل كواكب كبيرة أو تدخل في مدارات مذنبية.
على الرغم من العناء في نمذجة عملية تشكلها، رُصد العديد من الكواكب المرشحة لتكون عمالقة جليدية تدور حول نجوم أخرى عام 2004. يشير هذا إلى احتمالية شيوعها في مجرة درب التبانة.

## وصلات خارجية
- Sandia experiments may force revision of astrophysical models of the universe - Sandia Labs نسخة محفوظة 6 نوفمبر 2013 على موقع واي باك مشين.